# مارتن ونش
مارتن ونش (بالإنجليزية: Martin Winch)‏ هو موسيقي نيوزلندي، ولد في 28 فبراير 1949، وتوفي في 21 مايو 2011.

## وصلات خارجية
- مارتن ونش على موقع ميوزك برينز (الإنجليزية)
- مارتن ونش على موقع أول ميوزيك (الإنجليزية)
- مارتن ونش على موقع ديسكوغز (الإنجليزية)